# 我不是機器
《我不是機器》（英語：I Am Not A Robot）是威爾斯發片歌手瑪琳娜鑽石的首張專輯《傳家珠寶》(2010)收錄的歌曲之一。做為專輯第三張單曲，《我不是機器》以數位形式發行於2010年4月23日並於同年10月26日發行實體。

 該曲原本是收錄於瑪琳娜的第二張迷你專輯The Crown Jewels EP (2009)。單曲於同年4月收錄於BBC廣播一台的清單A中。 2011年3月，《我不是機器》合唱版被用於英國醫保公司保柏的行銷廣告。 另外，《我不是機器人》於製作過程中大量採樣了美國饒舌歌手胡迪‧阿倫2010年的歌曲《You Are Not A Robot》。

## 背景
在一次Wales Online的採訪中，瑪琳娜表示: 「《我不是機器》是首為我自己而唱的歌。它同時也是我的宣言...『別再無理取鬧了，一個人去面對失敗的恐懼的同時要向前行是不可能的!』。但這種陋習至今紮根於於人群之中，這導致他們與這首歌產生了連接。 我在寫詞的時候就預料到這種事情的發生，這真的非常有趣。」
瑪琳娜表示當初她選擇釋出《我不是機器》以作為單曲是因為「無論性別年齡，人人皆會對歌曲的意境感同身受。」

## 評價
雜誌Clash加雷斯‧詹姆斯指名《我不是機器》是「2009年最好的單曲之一」， 並稱它為「一張配上獨特聲樂以及高傳染性的流行單曲，甚至比起坐在洗衣機上的芙蘿倫絲更使人產生出情緒的波浪起伏。」《衛報》的亞歷克西斯·佩特里德斯表示:「當一個女人試圖發出宿敵的聲音時，便很容易使人忽略掉隱藏在《我不是機器》中的精緻曲調。大膽的嘗試，但有點太冒險了。」 musicOMH的約翰墨菲稱讚這首歌並表揚它「展示出令人感同身受的瑪琳娜脆弱的一面，非常有效。」 2010年4月23日，隨著瑪琳娜於BBC廣播一台Live Lounge的演出，本人連同歌曲一併受到讚賞。

## 音樂影片
《我不是機器人》的音樂影片由蘭金和克里斯科塔姆執導製作，並於2009年6月24日釋出。音樂影片以五個場景中不同造型的瑪琳娜做為特點: 第一幕，她被黑油以及亮粉覆蓋住。第二幕，她漆上了黑、綠以及粉色的人體彩繪料。 第三幕，她在嘴唇跟眼皮貼上了裝飾水鑽。第四幕，她將第二幕的彩繪塗抹開來。而最後一幕，則是原本的她。不論是以星空、淡灰、純白或純黑為背景，每一幕皆以瑪琳娜做為中心 ，並在她唱歌同時面對著鏡頭。瑪琳娜在與BBC廣播一台的Scott Mills交談時表示上妝後她的皮膚對黑油產生過敏反應使他們必須花40分鐘的時間上清理黑油。而完成她每一幕的妝容共花上了18小時。
《我不是機器》音樂影片第二版於洛杉磯好萊塢大道拍攝並於2010年4月14日釋出。 影片開頭畫面先是聚焦在路上的街燈。接著鏡頭拉遠到把頭髮漆白、穿白洋裝、右手戴白羽袖的瑪琳娜走在好萊塢星光大道上的畫面。瑪琳娜走在街上唱著歌時，路上的行人表現出讓路、凝視或者無視她的行為。接近結局時，畫面出現了瑪琳娜被漆上白漆的腳跟、白褲子跟大腿。結局時，攝影機跟著歡笑的瑪琳娜移動，此時畫面出現了站在商店櫥窗旁的幕後人員。 

## 曲目列表
| - 英國CD單曲 1. 《我不是機器》– 3:35 2. 《我不是機器》(Doorly 再編曲) – 5:20 - 英國iTunes EP 1. 《我不是機器》– 3:32 2. 《我不是機器 Flex'd 重製作》 (Passion Pit 再編曲) – 4:47 3. 《我不是機器》(Clock Opera 再編曲) – 4:35 4. 《我不是機器》(Doorly 再編曲) – 5:18 5. 《我不是機器》(原音版) – 3:48 | - 英國黑膠唱片單曲 A. 《我不是機器》– 3:35 B. 《我不是機器 Flex'd 重製作》 (Passion Pit 再編曲) – 4:54 - 英國限量版黑膠唱片—單曲附親筆簽名信封袖袋 A. 《我不是機器》– 3:35 B. 《我不是機器》(Clock Opera 再編曲) – 4:39 |

## 製作人員
資料來自《傳家珠寶》內頁。
| - 瑪琳娜鑽石 – 主唱、鍾琴、鋼琴樂 - 克里斯‧艾倫 – 大提琴 - 蓋‧大衛 – 母帶製作 - 阿利森‧多德斯 – 小提琴 - 史提夫‧達勒姆 – 鼓樂 - 利安·浩威 – 貝斯、Mellotron(電子琴)、混音、Philicorda(電子琴)、製作、編程、合成 | - 都各‧拉 – 工程協助 - 馬特·馬特蘭 – 封面設計 - 卡麗拉‧黛拉‧米兒 – 小提琴 - 藍坎– 形象畫設計 - 瑞丘‧羅普森 – 中提琴 - 露西‧蕭 – 低音提琴，聲線排列 - 理查‧威爾金森 – 工程 |

## 排行
| 排行榜 (2010)              | 榜位 |
| -------------------------- | ---- |
| 比利時 (Ultratip Flanders) | 21   |
| 比利時 (Ultratip Wallonia) | 8    |
| 挪威 (VG-lista)            | 6    |
| 瑞典 (Sverigetopplistan)   | 11   |
| 英國專輯榜（OCC）          | 26   |